# Gilbert Car Company

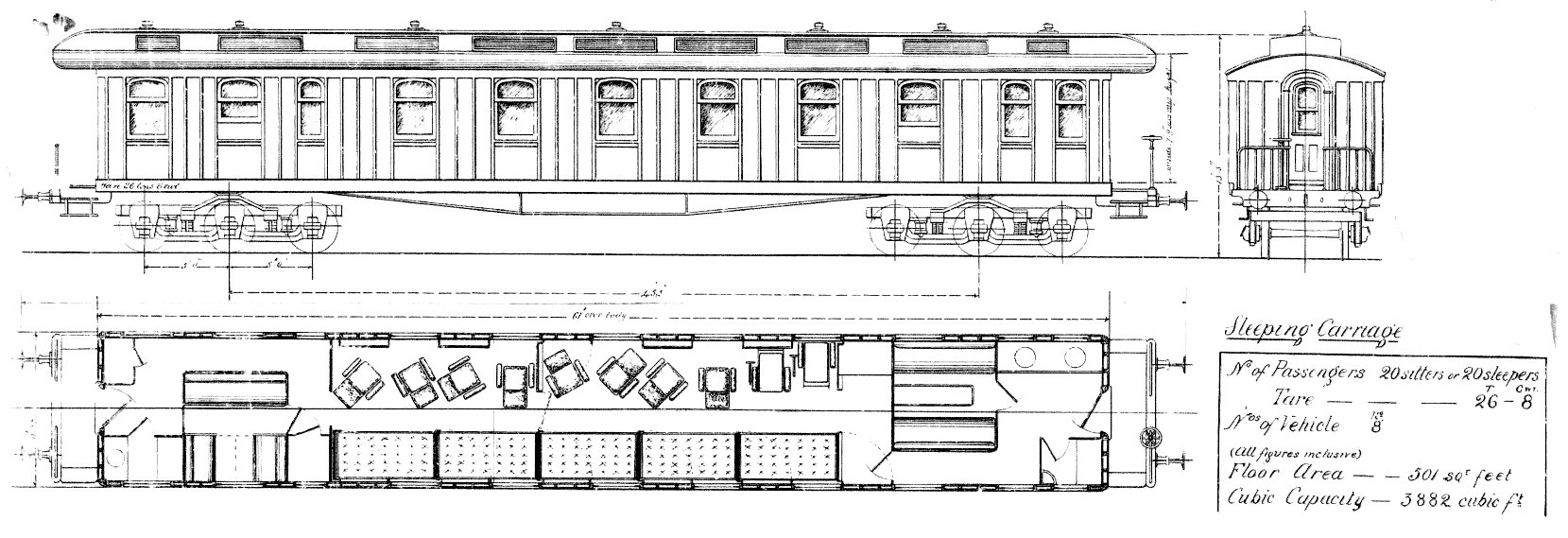
Diagrama de un coche dormitorio construido en 1880 por Gilbert Bush & Co.

Gilbert Car Company era una empresa constructora de vagones de ferrocarril con sede en Troy (Nueva York). Comenzó a fabricar tranvías a fines de la década de 1880. Los coches Gilbert se vendieron y exportaron en todo el mundo.

## Historia
Fundada por Orsamus Eaton (1792-1872) y Uri Gilbert (1809-1888), la empresa cambió de nombre varias veces a medida que cambiaba la sociedad:
- 1830 Eaton and Gilbert
- 1844 Eaton, Gilbert & Co[7]
- 1862 Uri Gilbert and Son
- 1864 Gilbert, Bush & Company[8]
- 1879 Gilbert & Bush Co
- 1882 Gilbert Car Manufacturing Co[9]
- 1889 Taylor Electric Truck Company

En 1879, Gilbert arrendó la instalación de Buffalo Car Works en Buffalo, que tenía una capacidad de cinco a doce carros nuevos por día. La compañía Gilbert tuvo cierto éxito en 1881 cuando obtuvo un pedido de varios cientos de carros frigoríficos para la recién establecida American Refrigerator Transit Company. En 1886, Gilbert arrendó Jones Car Works de Schenectady.
Tras el pánico de 1893 y la muerte en marzo de 1893 del presidente de la empresa, Edward Gilbert, hijo de Uri Gilbert, la empresa entró en suspensión de pagos en agosto de 1893. Solo unos meses antes, Gilbert había completado la construcción de un centenar de vagones para trenes de pasajeros del New York Central Railroad. Luego, en 1895, la empresa dejó de fabricar vagones de ferrocarril. Al momento de su cierre, el valor de la planta se estimó en 400 000 dólares de la época (equivalente a $ 12 443 200 en 2020). En 1899 se rumoreaba que la planta era el objetivo de la adquisición para su conversión en una planta de fabricación de automóviles.